# دراسة عارية
دراسة عارية هي لوحة زيتية للرسام الفرنسي بول غوغان رسمها في 1880 تتواجد حالياً في متحف ني كارلسبرغ غليبتوتيك بالدنمارك.